# Hem-Lenglet

Hem-Lenglet este o comună în departamentul Nord, Franța. În 1 ianuarie 2022 avea o populație de 552 de locuitori.